# Sumatraniltava
Sumatraniltava (Niltava sumatrana) är en fågel i familjen flugsnappare inom ordningen tättingar.

## Utseende och läte
Sumatraniltavan är en medelstor (15 cm) och kraftig flugsnappare. Hanen är lysande marinblå ovan med mörkare ansikte och orangefärgad undersida. Honan är genomgående brun med grått på undersidan och grå anstrykning på nacke och vingar. Sången består av en entonig böljande serie visslingar likt turkosflugsnapparen, men även en snabb serie med böjda och gnissliga toner. Bland lätena hörs ett hårt "chik".

## Utbredning och systematik
Fågeln förekommer i bergsområden på Malackahalvön och Sumatra. Den behandlas som monotypisk, det vill säga att den inte delas in i några underarter.

## Levnadssätt
Sumatraniltavan hittas i bergsskogar, vanligen över 1500 meters höjd på Malackahalvön och från 1000 meter upp till trädgränsen på Sumatra. Den ses enstaka eller i par, utanför häckningstid även som en del av kringvandrande artblandade flockar. Arten födosöker i de medelhöga till låga trädskikten, i skuggad undervegetation och på marken. Den är rätt skygg och svår att få syn på, men kan ses när den gör utfall från flygande insekter från sittplats. Den kan också röra sig ut i det öppna vid vägkanter och stigar.

### Häckning
fågeln häckar mellan december och maj. Det skålformade boet av mossa placeras lågt, högst tre meter ovan mark, i en skreva eller ett hål i ett mosstäckt träd.

## Status och hot
Arten har ett stort utbredningsområde, men tros minska i antal, dock inte tillräckligt kraftigt för att den ska betraktas som hotad. Internationella naturvårdsunionen IUCN listar därför arten som livskraftig (LC).